# Médiouna
Médiouna (en àrab مديونة, Madyūna; en amazic ⵍⵀⵔⴰⵡⵉⵢⵉⵏ) és un municipi de la província de Médiouna, a la regió de Casablanca-Settat, al Marroc. Segons el cens de 2014 tenia una població total de 22.442 persones.